# Riforma benedettina inglese

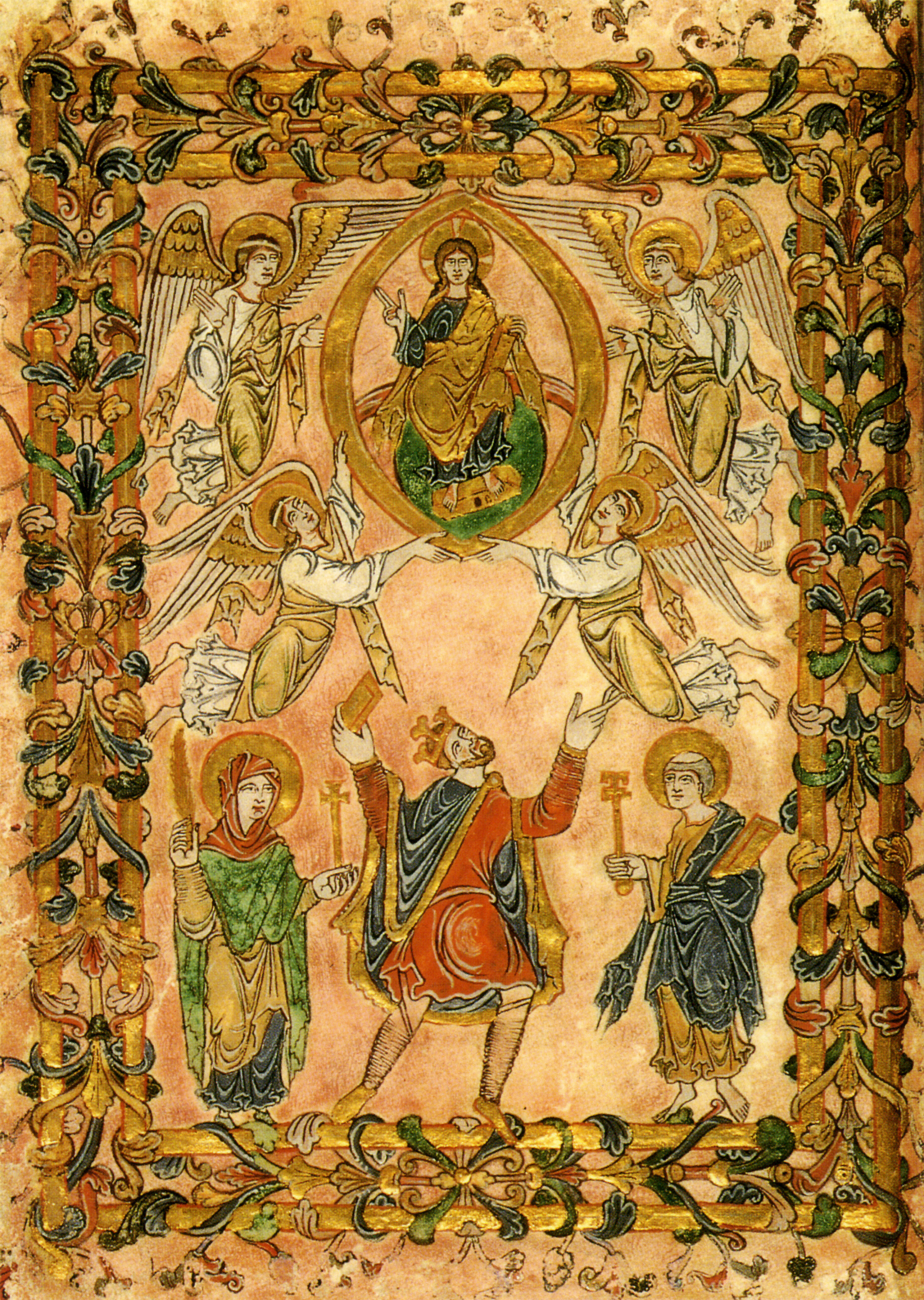
Ritratto di Edgardo d'Inghilterra.

La riforma benedettina inglese o riforma monastica fu un movimento religioso e intellettuale avvenuto nel Regno d'Inghilterra durante il tardo periodo anglosassone. Verso la metà del X secolo quasi tutti i monasteri erano gestiti da clero secolare, spesso sposato. I riformatori cercarono di sostituirlo con monaci contemplativi celibi, che seguivano la Regola di San Benedetto. Il movimento venne ispirato dalle riforme monastiche europee e le figure di spicco furono Dunstan, arcivescovo di Canterbury, Æthelwold, vescovo di Winchester e Oswald, arcivescovo di York.
In Inghilterra, tra il settimo e l'ottavo secolo la maggior parte dei monasteri era benedettina, ma nel IX secolo il monachesimo e l'erudizione diminuirono considerevolmente. Alfredo il Grande (871-899) deplorava questo declino e iniziò un'opera per cercare di invertire tale tendenza. La corte di Atelstano (924-939), il primo re di tutta l'Inghilterra, era cosmopolita e i futuri riformatori, come Dunstan e Æthelwold, appresero da esponenti continentali circa il monachesimo benedettino. Il movimento inglese divenne dominante sotto il re Edgaro (959-975) che sostenne l'espulsione del clero secolare dai monasteri e dai capitoli cattedrali con la sostituzione con i monaci. I riformatori ebbero stretti rapporti con la corona, cercando i primi di favorire i suoi interessi e garantendo, da parte della seconda, il proprio sostegno. Il movimento si limitò al sud del Regno e nelle Midlands, essendo la corona non sufficientemente forte nelle regioni del nord tanto da riuscire a confiscare i beni delle classi dominanti locali e creare monasteri benedettini. Alla fine del X secolo, con la morte dei propri esponenti, il movimento diminuì di intensità.
I laboratori artistici fondati da Æthelwold raggiunsero un alto livello artistico nei manoscritti miniati, nella scultura, nella lavorazione dell'oro e dell'argento, tanto da essere influenti sia in Inghilterra che sul continente. Nei monasteri, l'apprendimento raggiunse alti livelli, la produzione competente in latino di prosa e poesia in stile ermeneutico fiorì per tutto il X secolo. La sua scuola di Winchester svolse un importante ruolo nella creazione del dialetto sassone occidentale volgare, e il suo allievo Aelfric il grammatico fu il suo più eminente scrittore.

## Antefatti
L'autore della Regola benedettina, il principale codice monastico in uso in Europa nel Medioevo, fu San Benedetto da Norcia (c. 480-550). Secondo questa regola, la vita dei monaci doveva essere principalmente dedicata alla preghiera, insieme con la lettura di testi sacri e il lavoro manuale. Essi vivevano una esistenza in comune ed erano tenuti alla completa obbedienza verso il loro abate. L'aspirazione di Benedetto era quella di creare un sistema stabile caratterizzato da moderazione e prudenza.
In Inghilterra, il settimo secolo vide lo sviluppo di un potente movimento monastico fortemente influenzato dalle idee di San Benedetto, tanto che alla fine del VII secolo lo studioso inglese Aldelmo di Malmesbury presume che di norma tutti monasteri seguano la regola benedettina. Tuttavia, su 800 gruppi, solo pochi potevano dirsi aderenti a comportamenti spiritualmente e intellettualmente virtuosi, così al IX secolo si assistette ad un forte calo negli studi e nel monachesimo. Pressioni politiche e finanziarie, in parte dovute ad attacchi da parte dei Vichinghi, portarono ad una crescente preferenza per il clero secolare, oltre che ai monaci contemplativi, come abati dei monasteri. Contestualmente vi fu un progressivo trasferimento di proprietà dalle cattedrali verso la corona, un fenomeno che subì un'accelerazione dopo l'850. Secondo lo storico John Blair:
Alla fine del IX secolo, Alfredo il Grande iniziò a rilanciare lo studio e il monachesimo, un'iniziativa portata avanti anche dal nipote, il re Atelstano d'Inghilterra (924-939). I regnanti antecedenti a Edgardo (959-975) non seguirono questa via che venne però adottata da Atelstano e dalla sua corte, i quali sostenevano che l'unica vita religiosa valida fosse il monachesimo benedettino. Quando, nel 944, Gerardo di Brogne riformò l'Abbazia di San Bertino a Saint-Omer, i monaci dissidenti trovarono un rifugio in Inghilterra sotto il re Edmondo I d'Inghilterra (939-946). Prima della riforma del decimo secolo, i confini tra clero secolare e monaci a volte risultavano sfocati. Vi erano casi di comunità di monaci dedicate alla cura pastorale e il clero appartenente ad alcuni istituti secolari che viveva secondo le regole monastiche.

## Inizi
Sul continente, il movimento di riforma benedettina iniziò con la fondazione della Abbazia di Cluny in Borgogna, tra il 909 e il 910, tuttavia la sua influenza, decisamente innovativa per i suoi costumi, fu in gran parte limitata alla Borgogna. L'Inghilterra possedeva legami più stretti con la più conservatrice Abbazia di Fleury sulla Loira, dotata di un grande prestigio poiché depositaria del corpo di San Benedetto. I promotori del movimento inglese vennero anche influenzati dalle riforme promulgate dall'Imperatore del Sacro Romano Impero, il carolingio Ludovico il Pio ai Sinodi di Aquisgrana degli anni 810 e in particolare alla promulgazione di uniformi regole monastiche sotto l'autorità della corona. I modesti contatti religiosi e diplomatici tra l'Inghilterra e il continente, tenutisi sotto Alfredo e il figlio Edoardo il Vecchio (899-924), si intensificarono durante il regno di Atelstano portando all'inizio della rinascita monastica.  Quattro delle sorellastre di Atelstano andarono in spose a governanti europei comportando l'instaurazione di più stretti contatti tra i tribunali inglesi e continentali rispetto a prima. Molti manoscritti vennero importati, influenzando l'arte inglese, lo studio e rendendo edotta la chiesa inglese circa il movimento di riforma continentale benedettino.

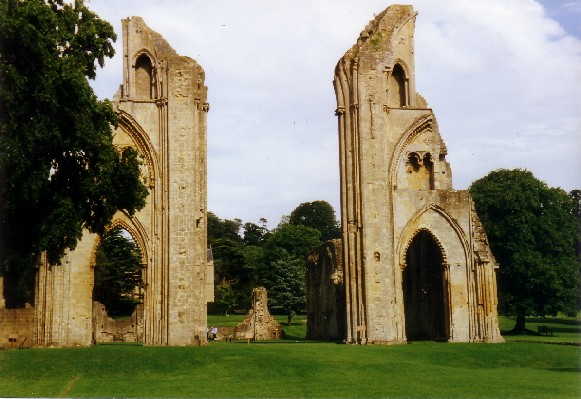
Resti del coro dell'Abbazia di Glastonbury.

Le figure di spicco della riforma benedettina inglese furono Dunstan, arcivescovo di Canterbury (959–988), Æthelwold, vescovo di Winchester (963–984) e Oswald, arcivescovo di York (971–992). Nei primi anni del 940, Dunstan venne nominato abate di Glastonbury, dove venne raggiunto da Æthelwold. Essi trascorsero gran parte del seguente decennio a studiare i testi benedettini e Glastonbury divenne il primo centro per la diffusione della riforma monastica. Fu questo il periodo in cui la Regola di San Benedetto venne tradotta in inglese antico, probabilmente grazie a Æthelwold, e fu l'unica traduzione altomedievale in prosa superstite della Regola in un volgare europeo. Approssimativamente nel 954, Æthelwold volle recarsi sul continente per studiare le riforme in prima persona, ma il re Edredo d'Inghilterra (946-955) gli negò il permesso e lo nominò abate di Abingdon, che divenne il secondo centro benedettino inglese. In seguito, Dunstan venne esiliato dal re Edwing d'Inghilterra (955-959) tra il 956 e il 958, trascorrendo questo tempo osservando le pratiche dei benedettini dell'Abbazia di San Pietro a Gand. D'altra parte, Æthelwold sembra essere stato in buoni rapporti con Eadwig e ciò costituisce una prima indicazione che i riformatori non erano politicamente uniti. Oswald era un nipote di Oda di Canterbury, arcivescovo di Canterbury dal 941 a 958, un sostenitore della riforma che lo introdusse a Fleury, dove venne ordinato e trascorse gran parte degli anni 950.

## La riforma e la corona
Rosamond McKitterick osserva che "lo zelo per la riforma monastica senza dubbio è stato un legame comune con tutta l'Europa". D'altra parte, i rapporti tra i monasteri e i loro mecenati variavano. Dove i governanti erano deboli, come in Borgogna, i cluniacensi dovevano fare affidamento sulla protezione del papato, mentre in altri luoghi, come nelle Fiandre, i monasteri godevano di stretti legami con i governanti locali. La situazione in Inghilterra fu caratterizzata da una stretta dipendenza della famiglia reale e molto poca influenza da parte del potere papale. L'ascesa al potere, nel 959, di Edgardo, il primo re a sostenere con decisione la riforma, comportò il sostegno da parte dei tribunali all'imposizione delle regole benedettine su un certo numero di vecchie cattedrali. Quasi nessuna delle confraterinte riformate furono nuove fondazioni, ma nel Witshire e nello Hampshire, vennero istituiti un paio di nuovi monasteri caratterizzati da forti collegamenti con lo stesso re.
Nel 963, Edgardo nominò Æthelwold come vescovo di Winchester e, grazie all'appoggio del re e del papa, il nuovo vescovo espulse velocemente il clero secolare dai vecchi e nuovi monasteri della città sostituendoli con i monaci. Il clero laico i suoi sostenitori erano persone locali e di conseguenza il re dovette ricorrere alla forza per confiscargli le loro ricchezze e i loro benefici. Nel 975, si contavano circa 30 monasteri maschili e 7 o 8 conventi riformati in tutto il Wessex, tuttavia queste congregazioni riformate rappresentavano probabilmente solo circa il 10 per cento delle case religiose. I più ricchi monasteri riformati erano però molto più ricchi delle ordinarie cattedrali laiche e, nel tardo XI secolo il Domesday Book dimostrò che alcuni di essi possedevano terreni quasi quanto i più ricchi possidenti laici, tuttavia monasteri ricchi e importanti non riformati, come Chester-le-Street e l'abbazia di Bury St Edmunds, fiorirono durante questi anni. La propaganda dei riformatori, soprattutto di quelli appartenenti al gruppo di Æthelwold, affermava che la chiesa era stata trasformata durante il regno di Edgardo, ma questa visione non è perfettamente concorde con alcune osservazioni degli storici.
Edgardo si dimostrò preoccupato per le possibili diverse interpretazioni della Regola benedettina che potevano verificarsi nei diversi monasteri del suo regno, mentre la sua ambizione era quella di imporre regole uniformi che fossero da tutti seguite. Pertanto, un regolamento venne stabilito nel fondamentale documento della riforma inglese, il Regularis Concordia, adottato dal Consiglio di Winchester nel 970 circa. La Concordia venne redatta da Æthelwold, il quale aveva sollecitato il parere delle abbazie di Ghent e Fleury. Uno dei principali obiettivi del documento fu la regolarizzazione della forma dei servizi religiosi, dove Æthelwold cercò di sintetizzare quello che egli considerava la migliore pratica continentale e inglese.
Nel continente vi furono diverse interpretazioni della regola benedettina, ma in Inghilterra il raggiungimento di una pratica uniforme era una questione di principio politico. La Concordia asseriva che il re Edgardo "ha esortato tutti a essere una sola mente per quanto riguarda la vita monastica ... e così, con la mente ancorata saldamente sulle ordinanze della Regola, per evitare ogni dissenso."

## La nobiltà e la riforma
I nobili fecero cospicue donazioni verso i monasteri riformati per motivi religiosi, ritenendo che avrebbero potuto così espiare i loro peccati e quindi salvare le loro anime, grazie alle preghiere dei monaci. In alcuni casi, tali elargizioni avevano come contropartita il diritto di essere sepolto in un monastero. Alcuni aristocratici fondarono nuovi monasteri; per esempio, Æthelwine, Ealdorman dell'Anglia Orientale nel 969 fondò l'Abbazia di Ramsey a cui conferì molti doni e traslò ad esso le reliquie di due principi martirizzati. Le donazioni servivano sia per aumentare il prestigio del donatore che del ricevente, come quando Byrhtnoth, Ealdorman di Essex, in seguito eroe della battaglia di Maldon, donò alla Cattedrale di Ely "trenta mancos d'oro, venti libbre d'argento, due croci d'oro, due drappi di pizzo contenenti preziose realizzazioni in oro e gemme e due guanti finemente realizzati". Alla sua morte la vedova aggiunse un grande pensile lavorato con le immagini delle sue vittorie, a quanto pare in precedenza appeso presso la loro dimora, e un collare d'oro.